# Dacia Mediterranea

Harta Balcanilor de nord în secolul al VI-lea pe care apare Dioceza Dacia cu provinciile sale.

Dacia Mediterranea este o parte din fosta provincie Dacia Aureliană care a fost împărțită de către Constantin cel Mare. Acest fapt este atestat de o inscripție datând din anul 283. Serdica (azi Sofia) era capitala provinciei.